# Zuidlaarderveen
Zuidlaarderveen (53° 06′ N, 6° 45′ L) é uma cidade dos Países Baixos, na província de Drente. Zuidlaarderveen pertence ao município de Tynaarlo, e está situada a 17 km, a nordeste de Assen.
A área de Zuidlaarderveen, que também inclui as partes periféricas da cidade, bem como a zona rural circundante, tem uma população estimada em 320 habitantes.